# Conus cuneolus
Conus cuneolus é uma espécie de búzio, gastrópodes marinhos do gênero Conus, pertencente à família Conidae.

Assim como as outras espécies do gênero Conus, estes moluscos são venenosos e predadores. Se alimentam principalmente de vermes e insetos. Eles são capazes de "picar" humanos e, portanto, não devem ser manuseados.

## Descrição
O tamanho da concha varia entre 17 e 33 milímetros.

## Distribuição
Encontra-se restrita a região sudoeste da Ilha do Sal em Cabo Verde.

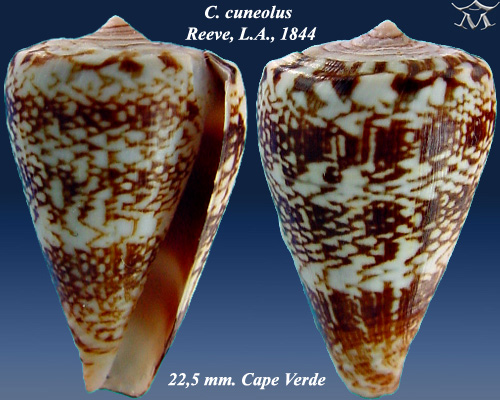